# 西埃爾佩區

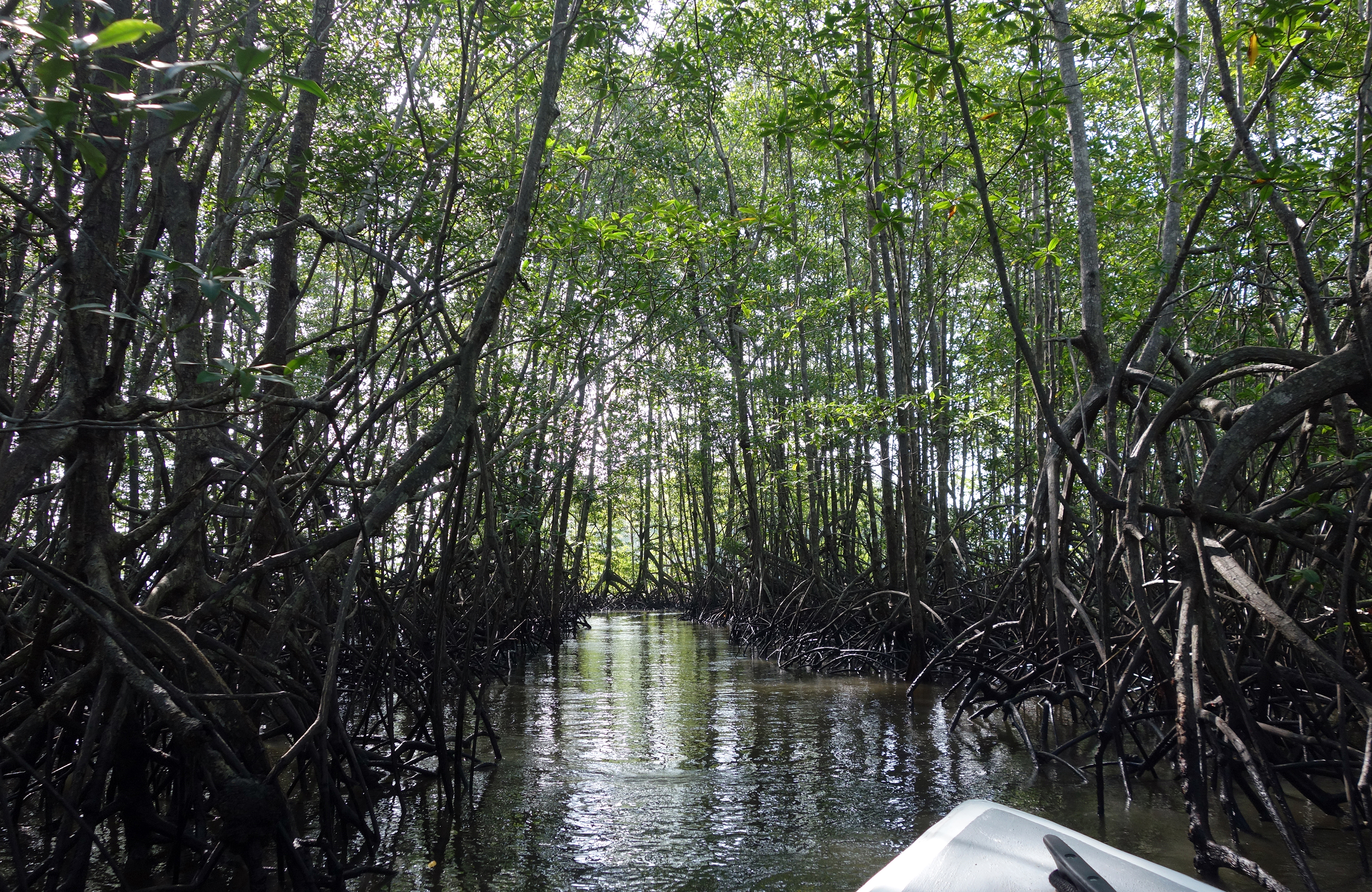

西埃爾佩區（西班牙語：Sierpe），是哥斯達黎加的一個區，位於該國西部蓬塔雷納斯省，面積1,021平方公里，海拔高度8米，2010年人口4,205，人口密度每平方公里4.12人。